# Små skogsvallabyer
Små skogsvallabyer (Dorcopsulus) är ett släkte i familjen kängurudjur med två arter som förekommer på Nya Guinea. Ibland listas Dorcopsulus som undersläkte till släktet större skogsvallabyer (Dorcopsis).
Arterna är:
- Papua-skogsvallaby (Dorcopsulus macleayi), lever i sydöstra Nya Guinea.
- Dorcopsulus vanheurni, utbredningsområdet ligger i bergstrakter i centrala Nya Guinea.

## Beskrivning
Individerna når en kroppslängd (huvud och bål) av 31 till 46 cm och en svanslängd av 22 till 40 cm. Vikten varierar mellan 1,5 och 3,4 kg. De har huvudsakligen en gråbrun pälsfärg på ovansidan med några mörkare eller ljusare ställen. På buken är pälsen ljusare i samma färg. Svansen bär bara på främre delen hår och har en vit spets.
I levnadssättet påminner de om råttkänguruer (Potoroidae) som inte finns på Nya Guinea. Habitatet utgörs av skogstäckta bergstrakter som är 800 till 3100 meter höga. Små skogsvallabyer är främst aktiva på natten men kan även vara aktiva på dagen. De äter växtdelar som blad och frukter. Det iakttogs honor med en eller två ungar.
Båda arter jagas för köttets skull och flera individer faller offer för förvildade hundar. IUCN listar Dorcopsulus vanheurni som nära hotad (NT) och Papua-skogsvallaby som livskraftig (LC).